# قراجلو (سيلتان)
قراجلو (بالفارسية: قراجلو) هي قرية تقع في إيران في قسم سيلتان الريفي. يقدر عدد سكانها بـ 90 نسمة بحسب إحصاء 2016.